# فلای‌بی

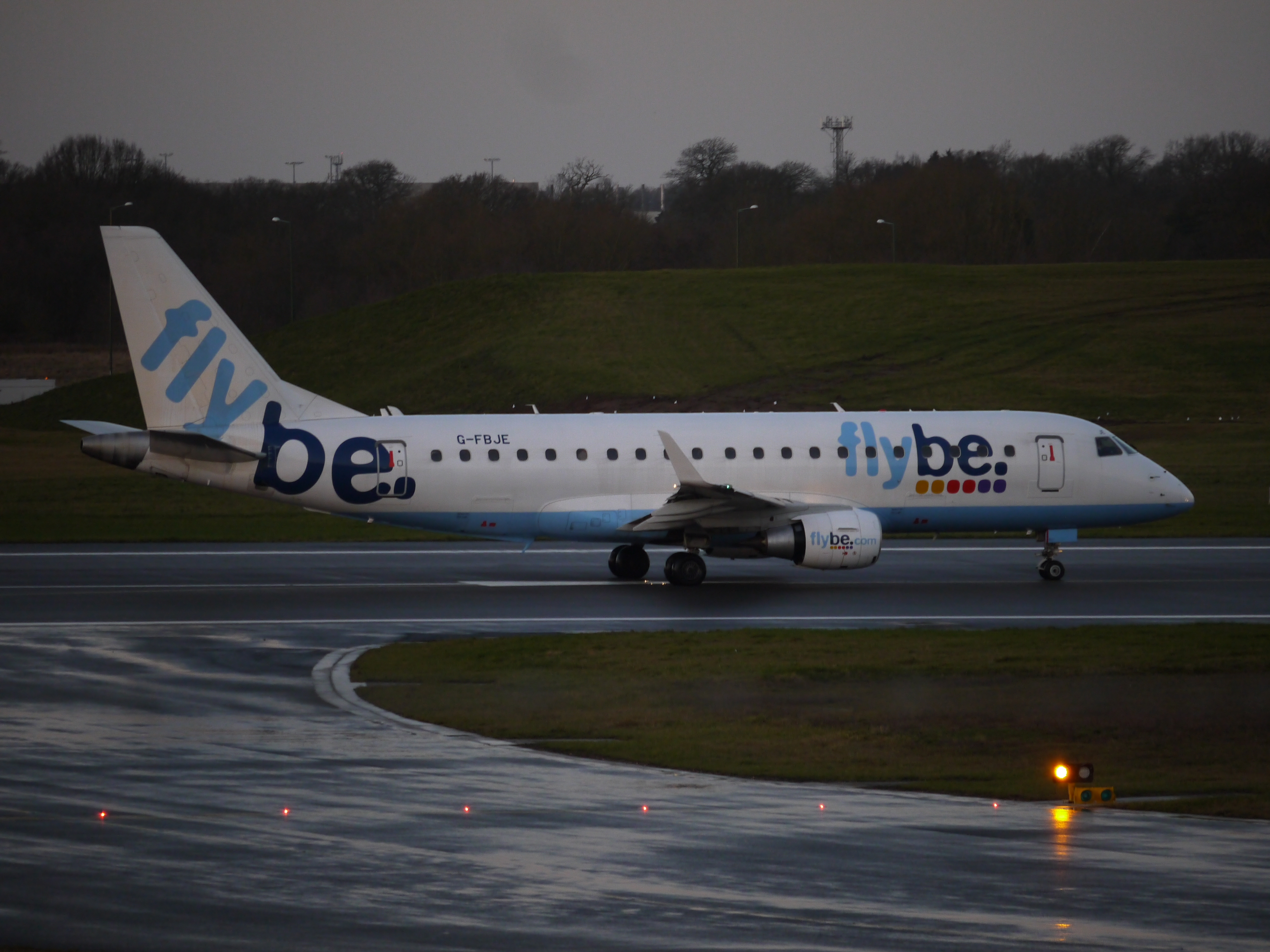
هواپیمای امبرائر 170متعلق به فلای‌بی

فلای‌بی، (به انگلیسی: Flybe) شرکت هواپیمایی ارزان‌قیمت بریتانیایی است، که به‌عنوان بزرگترین خطوط هواپیمایی منطقه‌ای و داخلی اروپا، شناخته می‌شود.
شرکت فلای‌بی در سال ۱۹۷۹ توسط جک واکر راه‌اندازی شد و در حال حاضر روزانه به ۱۰۲ مقصد اروپایی، پروازهای مستقیم دارد. این شرکت در سال ۲۰۱۳ بیش از ۷ میلیون مسافر را در اروپا، منتقل نموده‌است.
دفتر مرکزی این شرکت در فرودگاه بین‌المللی اکستر، در شهر دوون، بریتانیا قرار دارد و فرودگاه آبردین، فرودگاه شهری جورج بست بلفاست، فرودگاه بیرمنگام، فرودگاه ایست میدلند، فرودگاه ادینبرو، فرودگاه بین‌المللی اکستر، فرودگاه بین‌المللی گلاسگو، فرودگاه گوئرنزی، فرودگاه اینورنس، فرودگاه جزیره من، فرودگاه جرزی، فرودگاه هلسینکی، فرودگاه لندن سی‌تی، فرودگاه منچستر، فرودگاه نیوکاسل و فرودگاه ساوت‌همپتون، قطب‌های این شرکت هواپیمایی به‌شمار می‌آیند.
سهام شرکت فلای‌بی در بازار بورس لندن معامله می‌شود. این شرکت در حال حاضر در ناوگان هوایی خود، دارای ۹۵ فروند هواپیمای جت مسافربری می‌باشد:
۴۵ فروند بمباردیر دش۸
۳۵ فروند امبرائر۱۷۵
۱۵ فروند امبرائر ۱۹۵